# عبد الرحمن عارف
عبد الرحمن عارف واسمهُ الكامل عبد الرحمن محمد عارف ياس خضر الجميلي (1916 - 24 أغسطس 2007 م) ، الرئيس الثالث لجمهورية العراق، والحاكم الجمهوري الثالث منذ تأسيس الجمهورية. شغل منصب الرئيس للفترة من 16 نيسان 1966 إلى 17 تموز 1968. وكان أحد الضباط الذين شاركوا في ثورة أو حركة تموز 1958.
انتسب إلى الكلية العسكرية سنة 1936 وتخرج فيها برتبة ملازم ثاني، وتدرج في المناصب العسكرية حتى بلغ رتبة لواء في 1964 وشغل عدة مناصب عسكرية هامة، وفي عام 1962 أحيل على التقاعد، وأعيد إلى الخدمة ثانية في 8 شباط/فبراير 1963، ثم أسندت إليه رئاسة اركان الجيش العراقي.
بعد مقتل شقيقه عبد السلام عارف في حادث مروحية غامض، أجمع القياديون في الوزارة على اختياره رئيسا للجمهورية أمام المرشح المنافس رئيس الوزراء عبد الرحمن البزاز ليكون ثالث رئيس للجمهورية في العراق وثالث حاكم بعد إعلان الجمهورية. كانت فترة حكمه من أهدأ الفترات في تاريخ العراق.

## توليه الرئاسة
حاولت مراكز القوى وتياراتها الموجودة في السلطة والقوات المسلحة بعد وفاة الرئيس عبد السلام عارف الهيمنة على السلطة في العراق وتمثلت مراكز القوى تلك بتيارين رئيسين:
- العسكريين الذين وقفوا إلى جانب رئيس أركان الجيش وشقيق عبد السلام عارف اللواء عبد الرحمن عارف، وتياره المنادي بالاستمرار بنفس برنامح عمل الرئيس المتوفي.
- المدنيين الذين وقفوا إلى جانب رئيس الوزراء عبد الرحمن البزاز وتياره المنادي بالانفتاح على الغرب والمنادي بإقامة نظام برلماني على النحو الذي كان سائدا إبان العهد الملكي.

ويذكر خالد محي الدين عضو مجلس قيادة الثورة المصري في برنامج زيارة خاصة / ج2 «ق.الجزيرة» بأن حكومة جمال عبد الناصر كانت تفضل ترشيح عبد الرحمن عارف رئيسا للعراق بهدف الرغبة باستمرار ما بدأ به الرئيس الراحل عبد السلام لميلهما المشترك للتيار الوحدوي بغية إتمام مشروع الوحدة الثلاثية بين مصر والعراق وسوريا. أما الرئيس عبد الرحمن عارف فكان ذا شخصية متسامحة يحاول إرضاء جميع التيارات. وفي اجتماع عاجل لمجلس الوزراء تم التداول بين ثلاثة مرشحين لرئاسة العراق هم سعد الياسري وحسين العميري، قائد الفرقة العسكرية الأولى وقد فاز البزاز بفارق صوت واحد في الاقتراع الأول فقد جرت دورة ثانية.

## الأسلوب في الحكم
لم يتمتع الرئيس عبد الرحمن عارف بخبرة واسعة في السياسة الدولية ولم تكن خلال فترة حكمه أي سياسة مميزة أو واضحة إلا بعض الإنجازات المحدودة على صعيد إكمال القليل مما بدأ به الرئيس السابق عبد السلام عارف في مجال العمران وكذلك في مجال التسليح.
أكثر ما عرف عنه تسامحه ومحاولاته في فسح المجال لمعارضيه بنوع من الديمقراطية فأسس ما يعرف بالمجلس الرئاسي الاستشاري الذي ضم عدداً من رؤساء الوزارات السابقين كان يعد بعضهم من الخصوم. كما أسهم خلال حرب حزيران/يوليو 1967 بقطعات كبيرة كانت رابضة في الأردن على خط المواجهة واستقبل عددا من القطعات العسكرية والأسراب الجوية المصرية والفلسطينية للقيام بعمليات عسكرية انطلاقا من الأراضي العراقية من ضمنها عملية إيلات. ومن بين الشخصيات المصرية المعروفة التي عملت في العراق الرئيس المصري السابق حسني مبارك الذي كان من بين آمري أسراب الطائرات الموجودين في قاعدة الحبانية في الفلوجة.

## أهم الأحداث في حكمه
من أهم الأحداث أثناء حكم عبد الرحمن عارف حدثان مهمان أولهما اختطاف الطائرة المقاتلة ميغ 21 من قبل الجاسوس منير روفا حيث تمكن في عام 1966 من الهروب بالطائرة وإعطائها إلى إسرائيل في عملية جاسوسية اشتهرت بالمهمة 007.و بعد هبوط الطائرة عقد مؤتمر صحفي سمح لمنير روفا بالتحدث لفترة وجيزة تحدث فيها عن دوافعه لخيانة بلده وسلاحه مدعياً بأنه كان يعاني من التفرقة الدينية وأنه يشعر بأن العراق ليس بلده لذلك طلب اللجوء والهجرة إلى الولايات المتحدة. وبعد فترة وجيزة لحقت عائلته به في إسرائيل ولم يسمح له بمغادرة الأراضي الإسرائيلية والتوجه إلى الولايات المتحدة بل منح الجنسية «الإسرائيلية» وكوفيء بمنحة مالية.
أما الحدث المهم الثاني فهو العدوان الذي قامت به إسرائيل في حرب حزيران عام 1967 حيث شنت القوات الإسرائيلية هجوماً مدبراً على بعض القطعات العسكرية لدول المواجهة العربية بأسلوب الحرب الخاطفة المشابه للهجوم الذي قامت به القوات النازية على بولندا في مستهل الحرب العالمية الثانية. ولقد استخدمت إسرائيل وعلى نطاق واسع الأسلحة المحرمة دوليا كما استخدمت حربا نفسية ضروس أريد منها إفهام المواطن العربي بانها نكسة وهزيمة وأن الجيش الإسرائيلي أسطورة لا تقهر للحط من معنويات المواطن العربي ووضع حاجز بينه وبين قياداته التي كانت تطمح لهزيمة إسرائيل.
شارك الرئيس عبد الرحمن عارف بقوات عسكرية لدعم الجبهة على الرغم من القوات الكبيرة الرابضة في المفرق في الأردن إلا أن الدعم الاميركي والبريطاني والفرنسي المعلن بالتدخل في حالة رد الدول العربية على العدوان ما لم تستجب لقرار مجلس الأمن الدولي 242 أفشل خطط الهجوم المضاد العربي وجعل إسرائيل بواقع المنتصر.
كما تعرض أثناء فترة حكمه لمحاولة انقلابية فاشلة وهي حركة عارف عبد الرزاق الثانية التي أحبطت في مطار الموصل بواسطة مجموعة من الضباط العسكريين العراقيين هناك.

## إقصاؤه عن الحكم
انتهى حكم الرئيس عبد الرحمن عارف على إثر حركة تموز 1968 التي اشترك فيها عدد من الضباط والسياسيين وبقيادة حزب البعث حيث داهموا الرئيس في القصر الجمهوري وأجبروه على التنحي عن الحكم مقابل ضمان سلامته فوافق وكان من مطالبه ضمان سلامة ابنه الذي كان ضابطا في الجيش، ثم تم إبعاد الرئيس عبد الرحمن عارف إلى إسطنبول وبقى منفيا هناك حتى عاد لبغداد في أوائل الثمانينات بعد أن أذن له الرئيس السابق صدام حسين بالعودة.

## عائلته
ينتسب إلى المرمي من عشيرة الجميلة الهلالية وهو شقيق الرئيس عبد السلام عارف، تزوج من السيدة فائقة عبد المجيد فارس العاني، وكان ولده الأكبر قيس ضابطا في القوة البحرية في الجيش العراقي، وله ابن آخر اسمه نبيل.

## وفاته
توفي الرئيس عبد الرحمن في 24 آب/أغسطس 2007 في العاصمة الأردنية عمان التي سكنها بعد سقوط بغداد في عام 2003 وتم دفنه في مقبرة شهداء جيش العراق في محافظة المفرق حيث أجريت له مراسم دفن لائقة بمنصبه كرئيس سابق للجمهورية العراقية.
| سبقه عبد السلام عارف | 'رئيس الجمهورية العراقية' 1966 - 1968 | تبعه أحمد حسن البكر |

## روابط خارجية
- عبد الرحمن عارف على موقع مونزينجر (الألمانية)